# Palau Abacial (Sant Joan de les Abadesses)
El Palau Abacial és un edifici gòtic proper al clos monàstic de Sant Joan de les Abadesses. L'abril de 2013 fou declarat bé cultural d'interès nacional.
L'edifici fou bastit el segle xiv i renovat per l'abat Arnau de Vilalba (1393-1427). Té un petit claustre amb capitells molt toscs al pis inferior i unes amples porxades al pis superior. Actualment estatja els jutjats municipals, i ha estat parcialment restaurat en fases diferents de l'any 1970 ençà.

## Edifici
Està ubicat a la plaça de l'Abadia, a ponent del nucli medieval de la vila de Sant Joan de les Abadesses, tocant al Monestir de Sant Joan de les Abadesses i la Torre Rodona. El Palau Abacial és un edifici gòtic exempt i proper a l'edifici del monestir, que va ser construït per l'abat Pere Soler (1203-1217) i renovat per l'abat Arnau de Vilalba (1393-1427). Format per tres naus, té un petit claustre amb capitells toscs al pis inferior i unes porxades amples al pis superior. L'edifici és un dels exemples singulars de l'arquitectura del gòtic català dels segles XIII-XIV, tant per la tipologia de la planta i la volumetria, com per la seva evolució constructiva, cronològica i funcional i pels seus valors històrics singulars i excepcionals.

## Usos
Actualment s'hi ubica l'oficia de turisme, el Centre d'Interpretació del Mite del Comte i diversos espais polivalents així com el Cafè l'Abadia.